# 羅生門 (アルバム)
『羅生門』（らしょうもん）は人間椅子の4枚目のアルバム。
1998年に廉価盤で、2016年にはHQCDでそれぞれ再発された。

## 解説
アルバムタイトルは芥川龍之介の同名小説『羅生門』から。
当初はブラック・サバスのトニー・アイオミにプロデュースを依頼したが結局その話は流れてしまい、その影響からか収録曲数もやや少ない。前任ドラムス、上館徳芳に代わり、後に正式加入することとなるGERARDの後藤マスヒロがサポート・メンバーとして参加している。「人間椅子倶楽部」には彼らと親交の深いバンド・筋肉少女帯のメンバーである内田雄一郎がコーラス、間奏の語りとしてゲスト参加している。またタイトル曲は人間椅子のファン・クラブの名前ともなった。
「もっと光を!」は先行シングルでリリースされ、『清水宏のオールナイトニッポン』のオープニング・テーマに使用されていた。

## 収録曲
| 全編曲: 人間椅子。 |                                    |          |                    |      |
| #                  | タイトル                           | 作詞     | 作曲               | 時間 |
| 1.                 | 「もっと光を!」                    | 和嶋慎治 | 和嶋慎治、鈴木研一 | 3:49 |
| 2.                 | 「人間椅子倶楽部」                 | 和嶋慎治 | 和嶋慎治           | 4:26 |
| 3.                 | 「なまけ者の人生 (Album Version)」 | 和嶋慎治 | 鈴木研一           | 5:03 |
| 4.                 | 「埋葬蟲の唄」                     | 和嶋慎治 | 和嶋慎治、鈴木研一 | 5:44 |
| 5.                 | 「青森ロック大臣」                 | 和嶋慎治 | 鈴木研一           | 3:02 |
| 6.                 | 「ナニャドヤラ」                   | 和嶋慎治 | 和嶋慎治           | 2:52 |
| 7.                 | 「ブラウン管の花嫁」               | 和嶋慎治 | 和嶋慎治           | 5:43 |
| 8.                 | 「憧れのアリラン」                 | 鈴木研一 | 鈴木研一           | 3:56 |
| 9.                 | 「羅生門」                         | 和嶋慎治 | 和嶋慎治、鈴木研一 | 7:04 |

## 演奏者
- 和嶋慎治 - ギター、ボーカル
- 鈴木研一 - ベース、ボーカル
- 後藤マスヒロ - ドラムス、ボーカル

### ゲスト
- 内田雄一郎 - Chor & Voice (Track 1,2)